# Jim Jefferies (comico)
Jim Jefferies, pseudonimo di Geoff Nugent (Perth, 14 febbraio 1977), è un comico, attore e sceneggiatore australiano.

## Biografia
Jefferies ha inizialmente ottenuto notorietà internazionale dopo essere stato aggredito sul palco mentre si esibiva al Comedy Store di Manchester. In quell'occasione, Jefferies ha integrato l'incidente nel suo spettacolo. Lo stesso ha fatto con la sua registrazione, che può essere vista nell'home video Contraband pubblicato nel 2008 nel Regno Unito. Negli Stati Uniti è diventato particolarmente noto dopo il suo debutto con lo speciale comico I Swear to God su HBO.
Jefferies si è esibito in numerosi festival, tra cui all'Edinburgh Fringe, al Montreal Comedy Festival (Just for Laughs), al South African Comedy Festival di Città del Capo, ai Festival di Reading e Leeds e al Glastonbury Festival. È apparso in alcuni programmi della BBC, tra cui Never Mind the Buzzcocks, Have I Got News for You, The Heaven and Earth Show, 8 out of 10 Cats e Fighting Talk. Jefferies è comparso anche in pubblicità su The World Stands Up, Comedy Blue e Edinburgh and Beyond per Comedy Central.
Jefferies ha condotto il podcast Jim and Eddie Talkin' Shit per due volte a settimana, insieme al collega e amico Eddie Ifft. Le registrazioni hanno avuto luogo nell'abitazione di Ifft a Los Angeles. Nel dicembre del 2012 Jefferies ha abbandondato il podcast, per potersi occupare delle riprese di una sua serie televisiva, intitolata Legit. Quest'ultima è stata trasmessa dal 17 gennaio 2013 su FX. La serie ha ottenuto attenzioni per la sua rappresentazione delle persone con handicap mentali e fisici.

## Videografia
- Jim Jeffries: Hell Bound: Live at The Comedy Store London (2008)
- Contraband (2008)
- I Swear to God (2009)
- Alcoholocaust (2010)
- Fully Functional (2012)
- Bare (2014)
- FreeDumb (2016)
- This Is Me Now (2018)
- Intolerant (2020)

## Filmografia

### Sceneggiatore
- Legit – serie TV, 26 episodi (2013-2014)

### Attore
- The Last Chancers – serie TV, episodio 1x01 (2004)
- Legit – serie TV, 13 episodi (2013-in corso)
- Killing Hasselhoff, regia di Darren Grant (2017)